# Waldemar De Gregori
Waldemar De Gregori (Faxinal do Soturno, 13 de mayo de 1935) sociólogo brasileño autor, investigador de la Cibernética Social Proporcionalista, miembro de Entovation International Ltd. y de la Comunidad Iberoamericana de Sistemas de Conocimiento (CISC), desde 2007 es presidente (fundador) de la Academia Internacional de Cibernética Social Proporcionalista.

## Biografía
Nació en Faxinal de Soturno, en el Estado de Río Grande del Sur. Realizó sus estudios en el Colegio Máximo Palotino de Santa Maria da Boca do Monte donde alcanzó estudios de Filosofía como seminarista. Realizó estudios en Lenguas Anglo-Germánicas en la Facultad de Filosofía, Ciencias y Letras de la Universidad de São Paulo.
En 1963 inicia estudios de Maestría en Ciencias Políticas y Sociales en la Fundación Escuela de Sociología y Política de Sao Paulo (Instituto de la Universidad de São Paulo), donde conoce la Teoría de Organización Humana o de los 14 Subsistemas Sociales y la didáctica de Seminario Panto-Isocrático desarrolladas ambas por Antonio Rubbo Müller, quien ejerció una fuerte influencia como docente y académico.
Terminando su trabajo de Maestría fue contratado en 1966 por la Federación de Entidades de Asistencia Social y Educacional, FASE. Durante esta etapa, desarrolló las primeras ideas y experiencias del método denominado Creatividad Comunitaria aplicado en las comunidades de los Cerros de Río de Janeiro como base de la futura Cibernética Social Proporcionalista.
Desde 1970 inicia un proceso de consultoría independiente en Creatividad Comunitaria y formación de expertos en Cibernética Porporcional. En 1973 empieza la divulgación en diferentes países de Suramérica, especialmente en Argentina, Perú, Ecuador, Colombia y México, donde surgen los primeros grupos de aplicación del método desarrollado durante su trabajo como docente y coordinador en FASE
En 1977 alcanza el título de Doctorado de la Fundación Escuela de Sociología y Política de Sao Paulo y viaja a Chicago, donde realiza estudios en Dinámica de Sistemas Sociales dirigidos por Jay Forrester y desempeña trabajos como investigador de cibernética en el Northern Illinois University.
Desde 1983, ha desarrollado la aplicación de su Teoría Cibernética Social en diferentes instituciones de educación superior en Brasil y Colombia, donde se destacan los resultados en Facultades Integradas Colegio Moderno, Universidad Federal de Santa María estado de Río Grande do Sur, el Centro de Estudios Universitarios de Brasilia, Universidad del Estado de Pará (Amazonía) y la Universidad Cooperativa de Colombia.
En 1984 publica su libro Cibernética Social: un método interdisciplinario de las ciencias sociales y humanas. Con esta publicación se definen los fundamentos de su teoría y la aplicación de sus métodos.
Actualmente continua con el desarrollo de su teoría y la dirección de la Academia Internacional de CIBERNÉTICA SOCIAL PROPORCIONALISTA

## Ideas relevantes
El planteamiento fundamental de Waldemar De Gregori está centrado en la gestión de toda la manifestación triádica del ser humano, es decir desde por lo menos tres aspectos fundamentales en la vida individual y social, como problema de dinámica de sistemas afectado por la complejidad.
Tomando elementos de la Teoría del Cerebro Tri-uno de Paul MacLean y Alexander Luria, la Teoría de la Organización Humana de Antonio Rubbo Müller, De Gregori amplía su aplicación en educación en diferentes contextos, donde determina como base de la solución a los diferentes paradigmas de visión monádica o diádica la aplicación del Proporcionalismo  en lo social, desarrolla una ética y técnicas de aplicación.
Una característica primordial de la Teoría Cibernética Proporcionalista de De Gregori es el uso de referenciales (esquemas, mapas mentales, cuadros de doble entrada) para cumplir con diferentes objetivos: representar gráficamente el discurso teórico, organizar la información para la aplicación y facilitar su combinación. Los referenciales más utilizados son: Cerebro Triuno Tetranivelado, Ciclo Cibernético de Transformación o CCT, Tres Subgrupos (Oficial, Anti-oficial y Oscilante), Cuatro Factores Operacionales, Hológrafo Social, Flujogramas Históricos, Medios de Imposición del Oficialismo, Orden y Arsenales de la Violencia de los Tres Subgrupos etc.
Los referenciales son de complejidad progresiva, pero se pueden usar separadamente, conforme la necesidad. Al reunirlos a todos en un único referencial se forma el Hológrafo Social, síntesis de la estructura teórica.

## Publicaciones
- De Gregori, Waldemar. Social Cybernetics: an interdisciplinary approach to social sciences and human development. Chicago: Universidad Abierta de Feedback de las Americas, 1980.
- __________________. Cibernética Social II - Metodología Científica, Criatividade e Planejamento. Sao Paulo: Ed. Cortez, primera edición 1984. Ed. Perspectiva, segunda edición 1988.
- __________________. Hacia la Quinta Amerindia: endoculturación de paradigmas sociopolíticos en las Américas. Bogotá: ISCA Editores, 1984.
- __________________. Cibernética Social I - Ciencias Sociales Integradas por la Teoría Sistémica y Sub-sistémica. Bogotá: ISCA Editores, 1986.
- __________________. Quinientos Años del paradigma Luso-Brasileño. Sao Paulo: PANCAST, 2001.
- __________________. Manifiesto de la Proporcionalidad. Caracas: Alcaldía de Caracas, 2006.
- __________________. Cibernética social – un método interdisciplinario de las ciencias sociales y humanas. Bogotá: ISCA Ed., 1984.
- __________________. Construcción familiar-escolar-étnica de los tres cerebros. Bogotá: Kimpress, 2003.

### Publicaciones con otros autores
- DE GREGORI, Waldemar. VIEIRA, Carlos. Salud Autoconducida en Medicina Oficial, Alternativa y Popular: Ed. Ícone, 1990.
- DE GREGORI, Waldemar. SANT´ANNA, Silvio. Proporcionalismo o Caos. Sao Paulo: Lorosae, 2002.
- DE GREGORI, Waldemar. VOLPATO, Evilasio. Capital Intelectual: Administración Sistémica, Manual de Juegos de Cooperación y Competencia. Bogotá : Mc Graw Hill. 2001. ISBN 958-41-0261-3